# 亨特里斯冰川

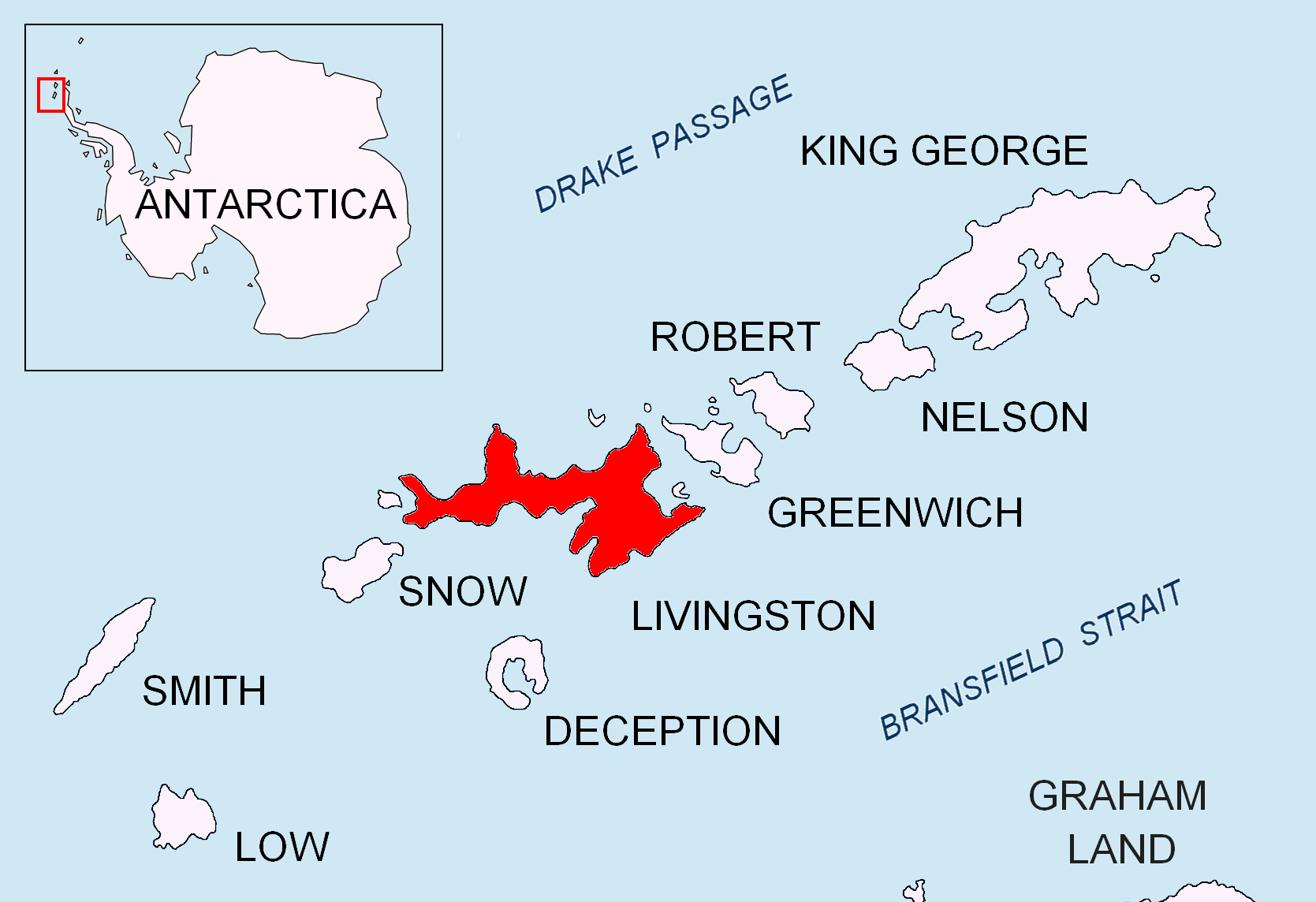

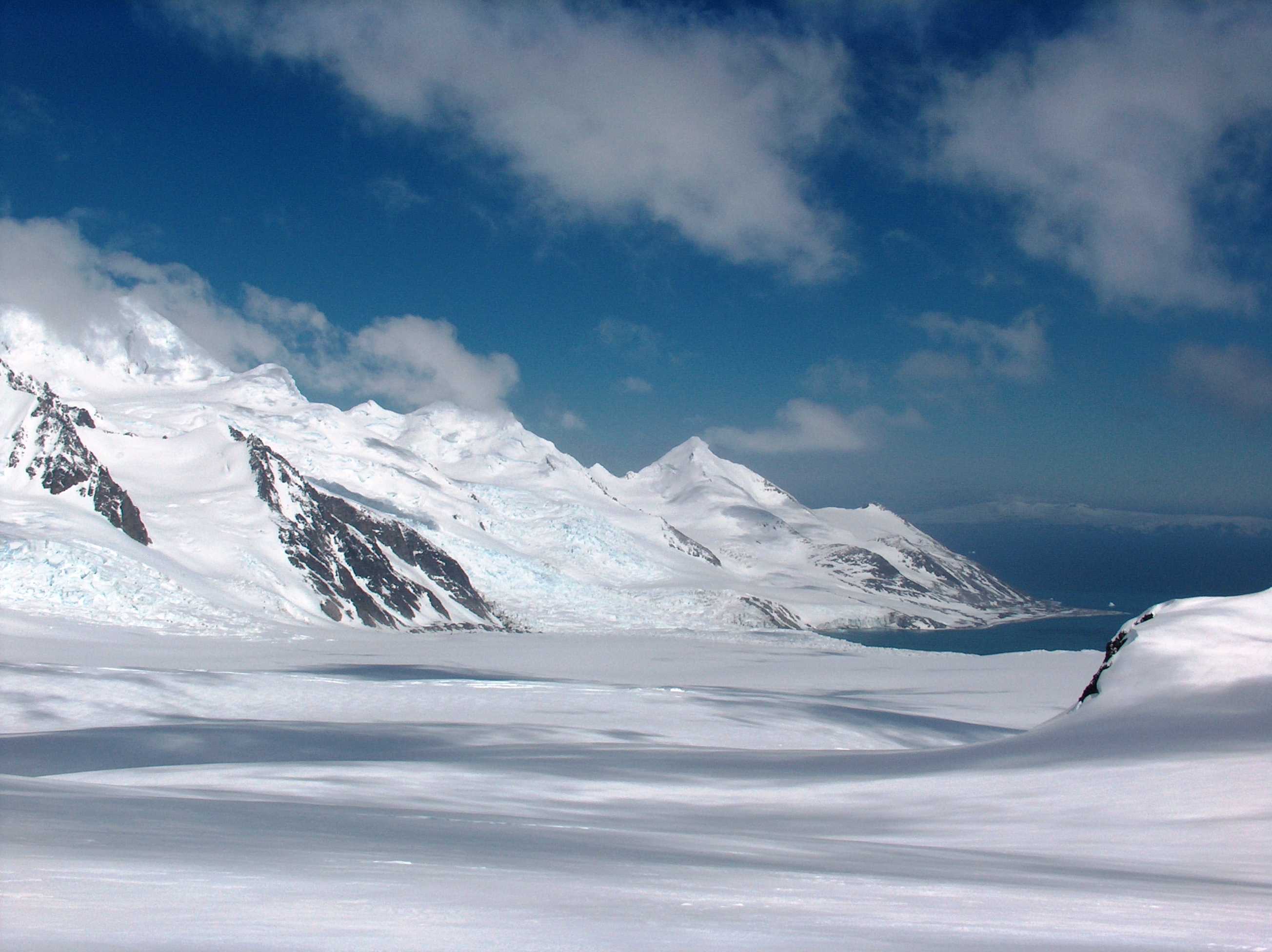

亨特里斯冰川（英語：Huntress Glacier）是南極洲的冰川，位於南設得蘭群島的利文斯頓島，東南面是弗里斯蘭嶺和騰格里山脈，北面是布爾迪克嶺和維蘭冰原島峰。

## 外部連結
- SCAR Composite Antarctic Gazetteer（页面存档备份，存于）.

62°40′00″S 60°15′45″W / 62.66667°S 60.26250°W